# Tracy L. Garrett

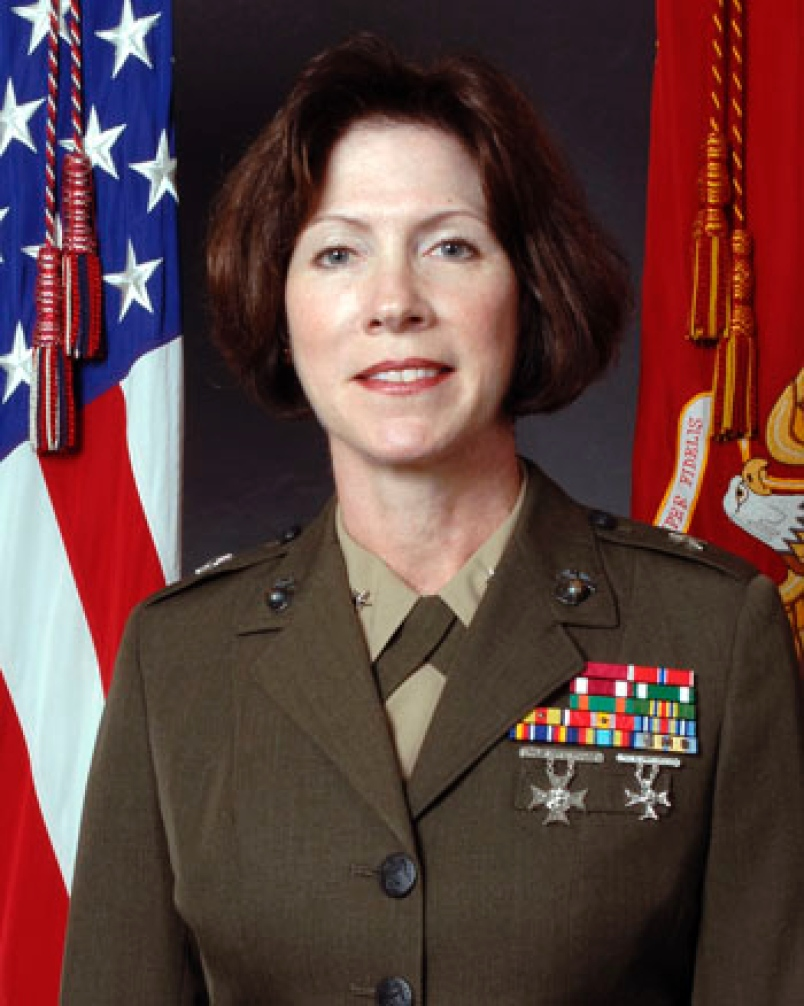
Tracy L. Garrett

Tracy L. Garrett ist Major General des US Marine Corps (Reserve) im Ruhestand. Sie war vom 30. September 2008 bis 10. September 2009 Kommandeurin der US Marine Corps Forces Europe (MARFOREUR), der Marineinfanteriekomponente des US European Command (EUCOM). Ab dem 18. November des gleichen Jahres übernahm sie zudem das Kommando der Marine Corps Forces Africa, der Marineinfanteriekomponente des US Africa Command (AFRICOM), die wie MARFOREUR ihr Hauptquartier in der Panzerkaserne in Böblingen bei Stuttgart haben.
Tracy Garrett hat als NROTC-Studentin an der University of Washington Anglistik studiert und mit dem Grad Bachelor of Arts abgeschlossen. Am 15. Januar 2009 wurde sie für die Beförderung zum Major General nominiert. 2014 nahm sie ihren Abschied vom Marine Corps, dem sie seit 1978 angehört hatte.

## Veröffentlichungen
The Few. the Proud.: Women Marines in Harm's Way. Praeger Frederick, 2007, ISBN 978-0275999933